# Calocosmus nigritarsis
Calocosmus nigritarsis är en skalbaggsart som beskrevs av Fisher 1942. Calocosmus nigritarsis ingår i släktet Calocosmus och familjen långhorningar. Inga underarter finns listade.